# Laurentiuskirche (Munkbrarup)

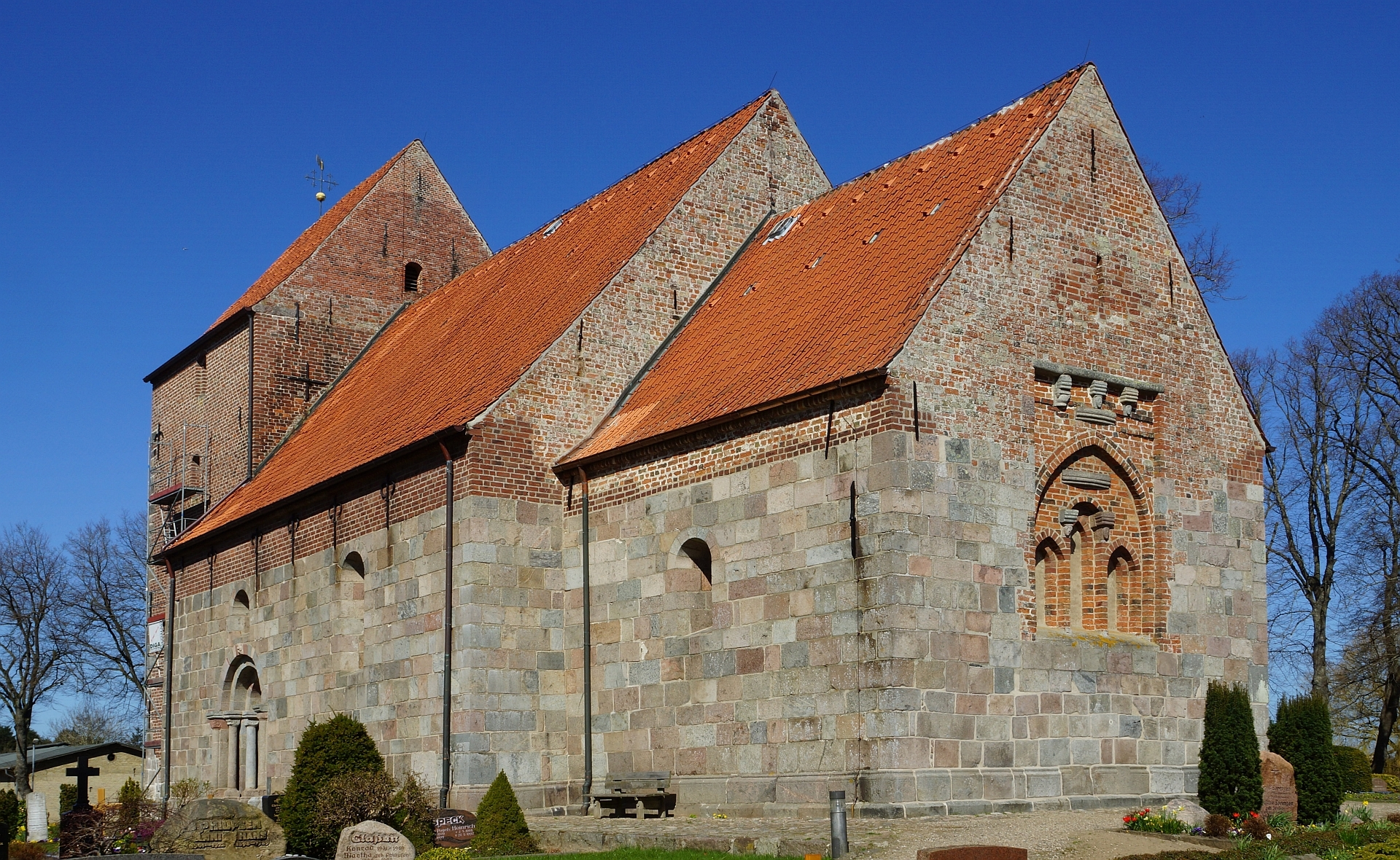
Munkbraruper Laurentiuskirche (2013)

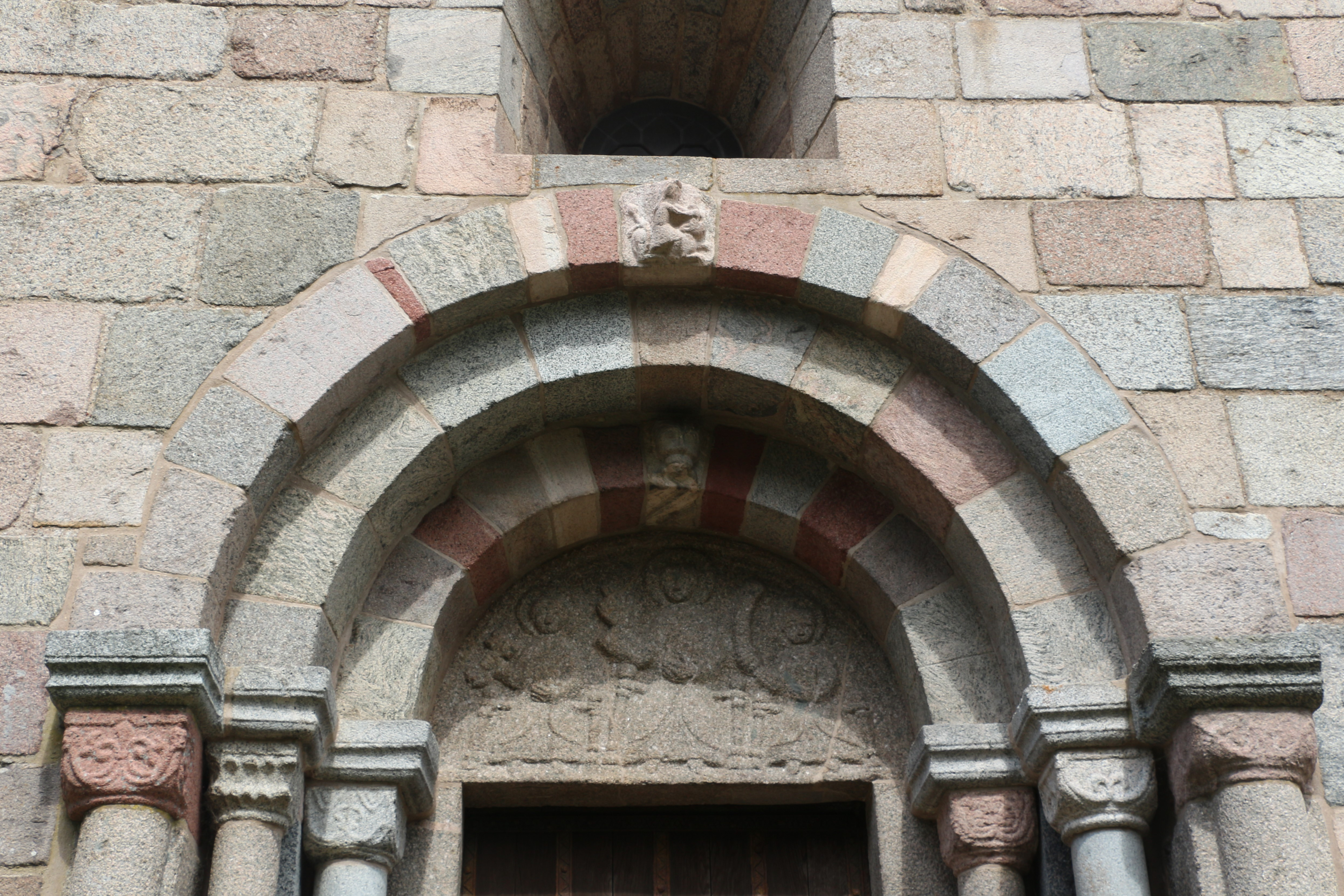
Tympanon des Südportals

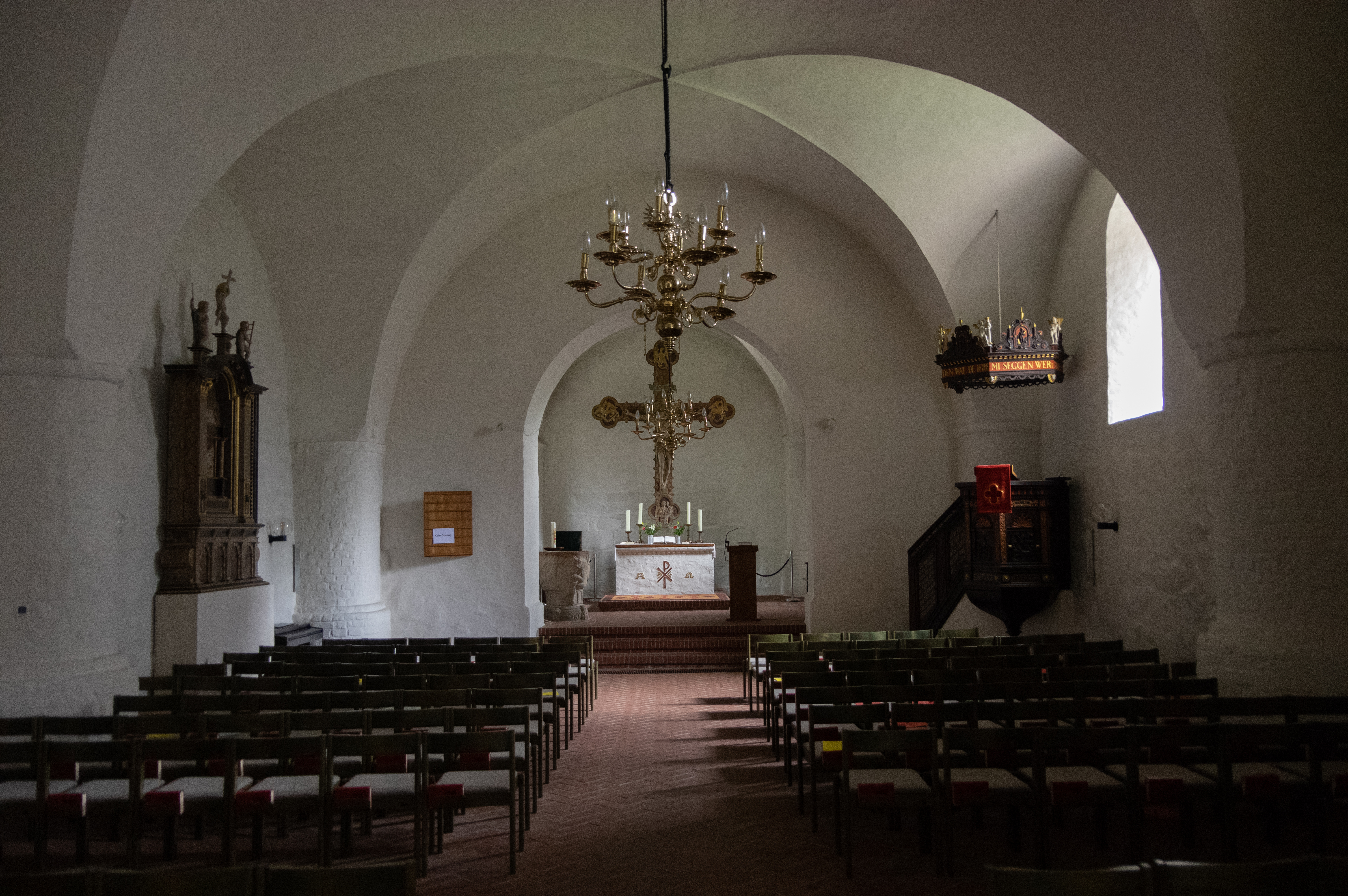
Innenraum (2021)

Die Laurentiuskirche ist eine aus sorgfältig behauenen Granitquadern errichtete romanische Kirche in Munkbrarup. Sie gehört der evangelisch-lutherischen Kirchengemeinde Munkbrarup im Kirchenkreis Schleswig-Flensburg in der Evangelisch-Lutherischen Kirche in Norddeutschland. Zur Kirchengemeinde  gehören die politischen Gemeinden Wees, Munkbrarup und Ringsberg sowie die Halbinsel Holnis.

## Geschichte
Das Kirchspiel Munkbrarup wurde 1209 erstmals als Holdernes-Brotorp erwähnt, als die Kirche dem Zisterzienserkloster Rüde inkorporiert wurde. Die Laurentiuskirche selbst bestand zu dieser Zeit bereits. Sie ist nach dem Heiligen Laurentius von Rom benannt. Sie wurde im letzten Viertel des 12. Jahrhunderts nach dem Vorbild der Söruper Marienkirche erbaut und verfügte ursprünglich nicht über einen Turm, dafür aber über eine halbrunde Apsis. Das Südportal ist dem Petri-Portal des Schleswiger Doms nachempfunden. Auf den Scheitelsteinen der Säulen ist eine Löwenkampfszene zu sehen. Über dem Portal ist im Tympanon der segnende Christus zwischen dem am Schlüssel erkennbaren Petrus und Paulus mit Schriftrolle dargestellt. Das ebenfalls aus der Erbauungszeit stammende Nordportal, die Frauentür, ist deutlich schlichter.
Im 15. Jahrhundert wurde die Apsis abgebrochen und deren Steine für den Bau von Turm und Vorhalle verwendet. Die Blendnische um die Fenstergruppe der spätgotischen Ostwand ist mit Gesimsteilen und Kämpferstücken mit Köpfen von der Apsis verziert.
1565 brannte die Kirche aus. Die Einwohner benutzten nun die baufällige Kirche des 1557 säkularisierten Rudeklosters in Glücksburg. Als Johann von Schleswig-Holstein-Sonderburg 1582 neuer Landesherr wurde, baten die Einwohner um Renovierung der einen oder anderen Kirche. Herzog Johann ließ das Rudekloster abbrechen, um sein Glücksburger Schloss zu errichten. Zuvor beauftragte er seinen Architekten Nikolaus Karies die Munkbraruper Kirche zu erneuern. Dabei erhielt die Kirche ihr heutiges Kreuzgewölbe.
Bei der Restaurierung erhielt 1936 die Kirche ihre heutige äußere Gestalt. Dabei wurde versucht, die ursprüngliche romanische  Außenansicht zu rekonstruieren. Im Inneren wurden neugotische Veränderungen von 1899 und die Emporen wieder beseitigt, so dass wieder das 1582 eingezogenes Kreuzgewölbe den Raumeindruck bestimmt.

## Ausstattung

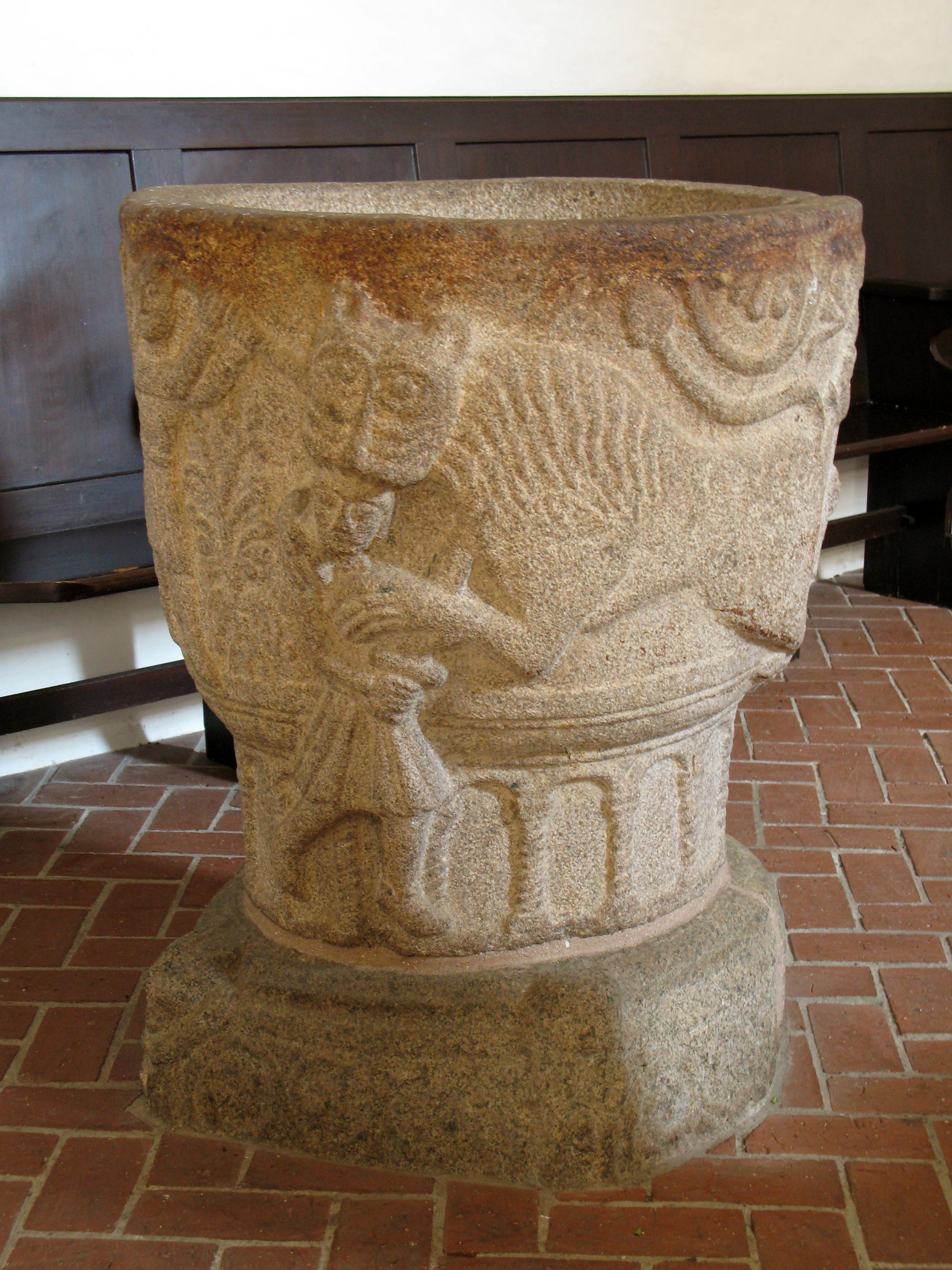
Taufstein mit Darstellung des Löwenkampfes

Aus der Entstehungszeit besitzt die Laurentiuskirche einen Taufstein aus Granit, auf dem ein Kampf von vier Männern gegen einen Löwen dargestellt ist, dem ein König, dessen Segensgeste die Gleichsetzung mit Christus vermuten lässt, von den Zinnen seines Schlosses zusieht. Damit ist der Kampf zwischen guten und bösen Mächten dargestellt, der das Leben des Menschen bestimmt. In der Taufe trägt dann die gute, göttliche Macht, den Sieg davon. Ein ganz ähnliches Taufbecken befindet sich in der Johanniskirche in Nieblum auf Föhr. Diese beiden Taufen zählen mit zu den bedeutendsten Schöpfungen im nordischen Kulturkreis. Die Munkbraruper Taufe aus dem Jahr um 1200 ist im Vergleich zur Taufe in Nieblum feiner gearbeitet. Außerdem ist der dreiteilige Aufbau mit Sockel, Schaft und Becken nur in Munkbrarup klar zu erkennen. Sein Stil lässt vermuten, dass er in derselben Bauhütte gefertigt wurde wie das Portal. Dabei kommt entweder die Schleswiger Dombauhütte oder ein Gotländer Steinmetz infrage. Im Verbreitungsgebiet dieser Art von Taufen stellt Schleswig die südlichste Region dar. Das Motiv des Löwenkampfes als Überwindung des Bösen durch den christlichen Glauben findet sich außer am Schleswiger Dom auch bei der St.-Wilhadi-Kirche in Ulsnis und der St.-Marien-Kirche von Sörup. Der Stein war ursprünglich farbig.
Die gemauerte Mensa stammt ebenfalls aus der Erbauungszeit der Kirche. Der im Zusammenhang mit dem Wiederaufbau der Kirche um 1585 angeschaffte Altaraufsatz steht seit 1937 an der Nordwand. Er enthält in einem Renaissance-Gehäuse ein Alabaster-Hausaltärchen aus der Werkstatt Cornelis Floris II. von 1560.

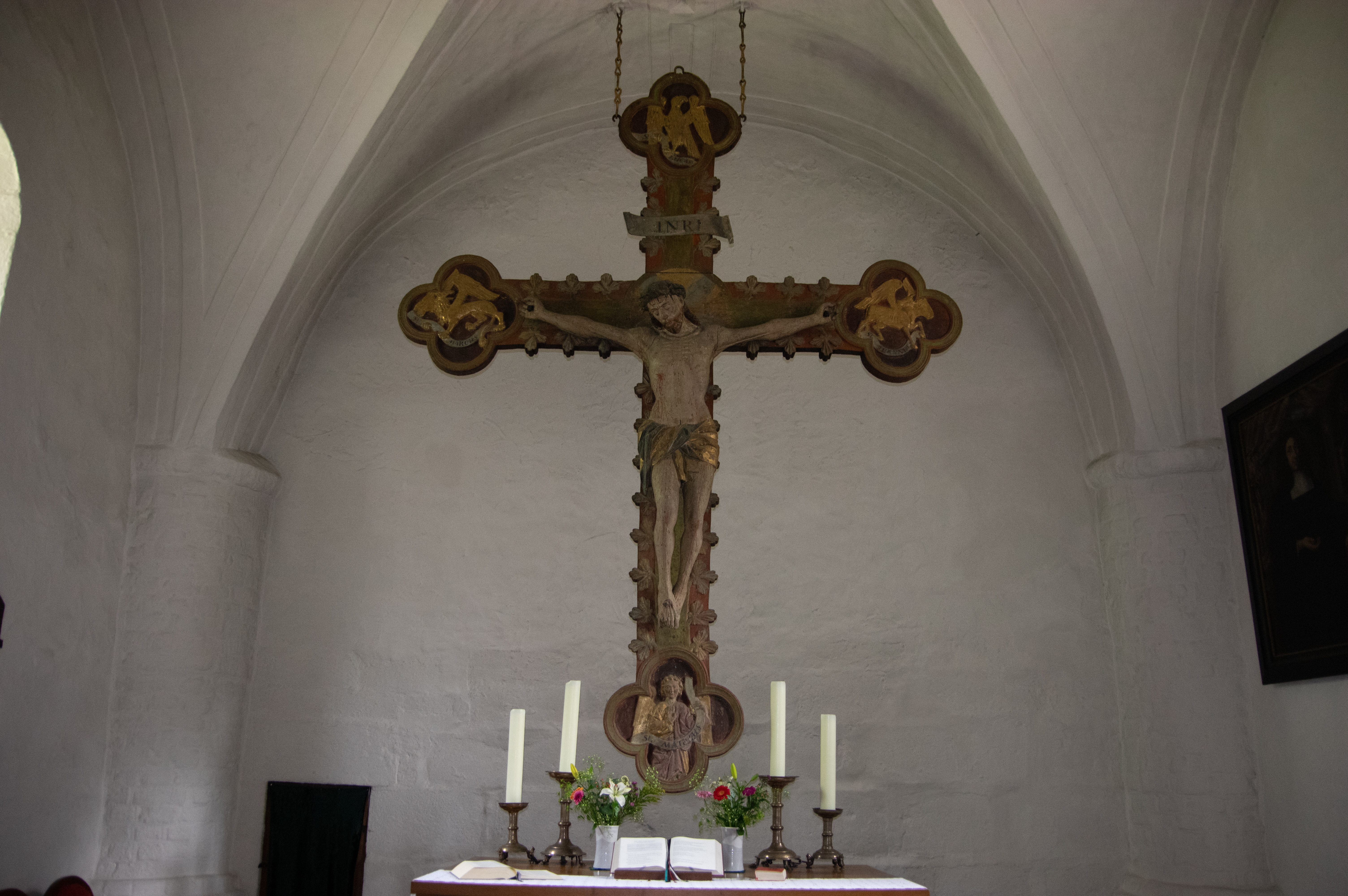
Triumphkreuz über dem Altar

Das große Triumphkreuz stammt aus dem ehemaligen Rudekloster. Es gelangte wohl 1587 in die Kirche, als das Kloster abgerissen und gleichzeitig die abgebrannte Kirche wiederaufgebaut wurde. Das als Lebensbaum gestaltete Kreuz musste etwas gekürzt werden, um in die kleine Dorfkirche zu passen. Auf der dem Kirchenschiff und damit der Gemeinde zugewandten Vorderseite ist der bereits verstorbene Jesus als kunstvoll geschnitzte, lebensgroße Figur zu sehen. Auf der Rückseite ist die Gestalt des Gekreuzigten aufgemalt, was aufgrund der Enge des Munkbraruper Chors, wo das Kreuz über dem Altar hängt, kaum zu erkennen ist. In der Ruder Klosterkirche, in der das Kreuz im Chorbogen gehangen hatte, hatten so jedoch auch die Mönche, die im Chorraum saßen, Jesus vor Augen. An den Kreuzenden befinden sich die Evangelistensymbole, auf der Vorderseite als Reliefs, auf der Rückseite aufgemalt.
Die Kanzel ist ein Werk aus der Werkstatt des Flensburger Bildschnitzers Heinrich Ringerink. Sie zeigt in Reliefs Jesu Geburt, Kreuzigung, Auferstehung und Himmelfahrt. Darunter erläutern Bibelzitate in mittelniederdeutscher Sprache das Geschehen.
Drei Gemälde aus der zweiten Hälfte des 17. Jahrhunderts zeigen Pastor Andreas Fabricius, 1668–1677 Pastor in Munkbrarup, gemalt von J. Holtz, die Familie des Pastors Wilhelm Valentin, der 1676–1706 in Munkbrarup war, und Salome mit dem Haupt des Johannes des Täufers von einem Glücksburger Hofmaler.

## Orgel
Den barocken Orgelprospekt schuf Johann Dietrich Busch aus Itzehoe 1740. 1858 wurde dahinter ein neues Werk von Marcussen & Søn gebaut. 1937 kaufte die Gemeinde Munkbrarup eine gebrauchte Marcussen-Orgel aus Tellingstedt auf (erbaut 1892, 20 Register) und baute Teile davon ein; so ist wohl zu erklären, dass seitdem Windladen und Pfeifen, obwohl beide von Marcussen, nicht originär zusammenpassen. 1973 erfolgte ein neobarocker Umbau durch Lübecker Orgelbau GmbH (E. Kemper). 2020 wurde das Instrument durch Paschen Orgelbau umgebaut und neu disponiert. Dabei wurde der Schimmelbefall entfernt, der Spieltisch in Anlehnung an die originale Marcussen-Bauweise erneuert und der Marcussen-Klangcharakter wiederhergestellt. Die Prospektpfeifen wurden mit neuer Zinnfolie belegt. Sieben Register stammen noch von Marcussen und die Prospektpfeifen von Busch. Die Disposition lautet:
| I Manual C–f3 |                |    |
| 1.            | Principal      | 8′ |
| 2.            | Rohrflöte      | 8′ |
| 3.            | Viola di Gamba | 8′ |
| 4.            | Oktave         | 4′ |
| 5.            | Prinzipal      | 2′ |
| 6.            | Mixtur III     |    |

| II Manual C–f3 |               |    |
| 7.             | Gedackt       | 8′ |
| 8.             | Fugara        | 8′ |
| 9.             | Flöte         | 4′ |
| 10.            | Flöte         | 2′ |
| 11.            | Cornettino II |    |
|                | Tremolo       |    |

| Pedal C–f1 |            |     |
| 12.        | Subbass    | 16′ |
| 13.        | Gedackt    | 8′  |
| 14.        | Choralbass | 4′  |

- Koppeln: II/I, I/P, II/P

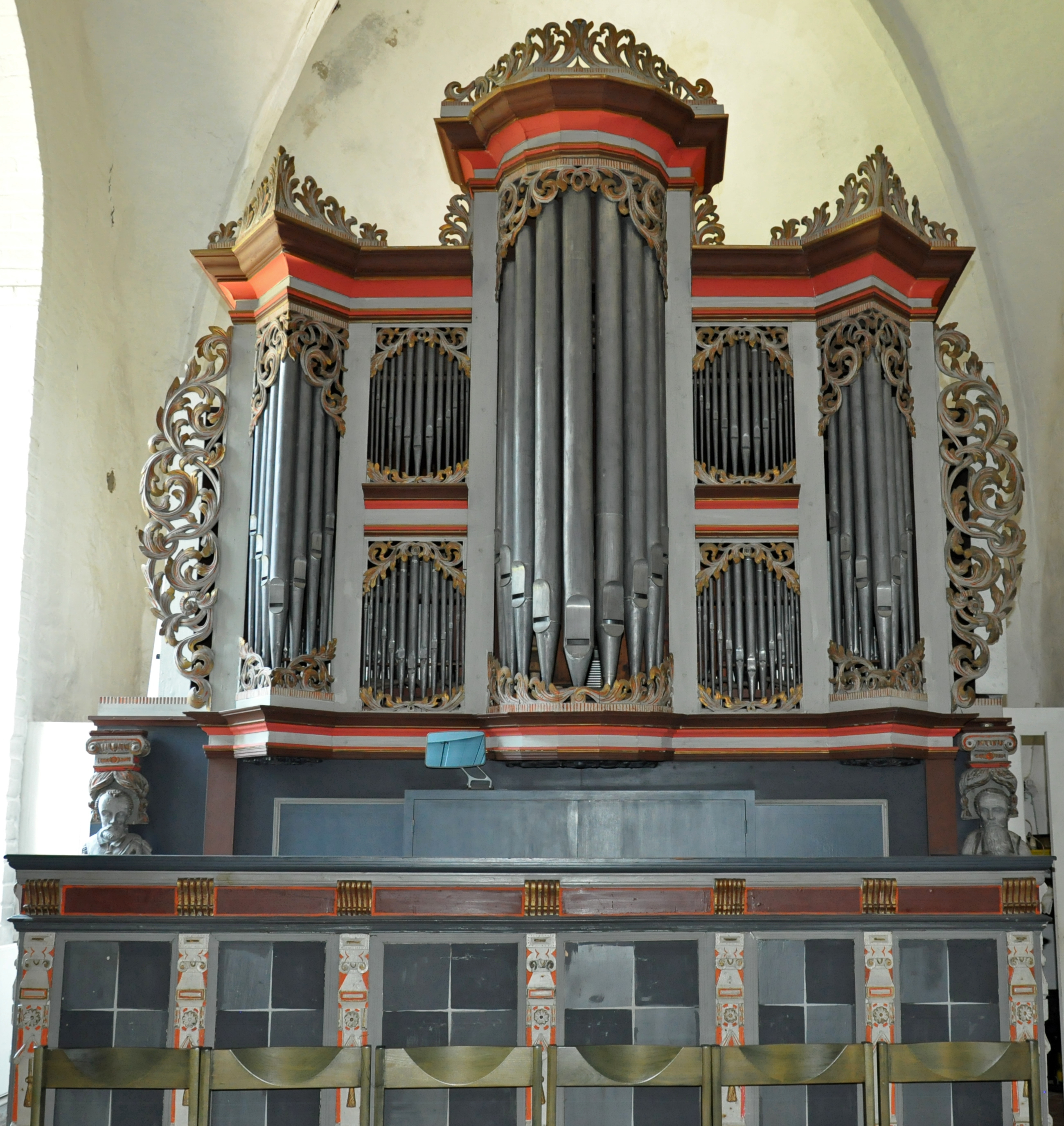
Orgel (2021)

- Traktur: Schleifladen, vollmechanisch

## Glocken
Im Kirchturm hängt ein vierstimmiges Glockengeläut aus Bronze; zwei historische Glocken werden durch zwei weitere aus dem Jahr 1965 ergänzt.
| Glocke | Name              | Gießer                               | Gussjahr | Durchmesser | Gewicht | Schlagton |
| ------ | ----------------- | ------------------------------------ | -------- | ----------- | ------- | --------- |
| 1      | –                 | Jakob Friedrich Beseler, Rendsburg   | 1830     | 1090 mm     | 536 kg  | f′-4      |
| 2      | Leichenglocke     | Gebrüder Bachert, Bad Friedrichshall | 1965     | 1010 mm     | 561 kg  | g′-5      |
| 3      | Versöhnungsglocke | Gebrüder Bachert, Bad Friedrichshall | 1965     | 0850 mm     | 330 kg  | b′-4      |
| 4      | Totenglocke       | unbekannt                            | 13. Jh.  | 0530 mm     | 104 kg  | as″-8     |

## Pastoren
Der Pastor und Landwirtschaftsreformer Philipp Ernst Lüders wurde 1728 Adjunkt des alten Pastors Eberhard Vette, der 1706–1739 in Munkbrarup amtierte, und heiratete in dieser Zeit dessen Tochter Elsabe Vette (1704–1781), übernahm aber nicht die Pfarrstelle, sondern wurde 1730 von Herzog Friedrich von Schleswig-Holstein-Sonderburg-Glücksburg zum Hofprediger berufen.

## Sage vom Bau der Munkbraruper Kirche
Der Sage nach sollte die Kirche zunächst in Rüde errichtet werden, wo sie aber während des Baus immer wieder zerstört wurde. So wurde beschlossen, sie in Munkbrarup zu errichten.
Des Weiteren wird berichtet, dass der Baumeister, der die Kirche errichten sollte, es nicht schaffte, sie zum versprochenen Zeitpunkt fertigzustellen. Kurz vor dem Ablauf der Frist trat ein Kobold an ihn heran und bot ihm seine Dienste an. Das kleine Männlein schien zu prahlen, als es erklärte, die Kirche in kürzester Zeit fertigbauen zu wollen. Aber der Baumeister sollte für den versprochenen Dienst mit Leib und Seele dem Kobold gehören, sollte er nicht dessen Namen vor der Vollendung erraten haben. Der Baumeister, der den Reden des Kobolds ungläubig zugehört hatte, stimmte schließlich doch zu. Der Baumeister dachte, dass der Kobold seinen Namen sicher bei den anderen Arbeitern auf der Kirchbaustelle nennen würde. Von diesen würde er den Namen schon erfahren. Doch der Kobold arbeitete des Nachts, sehr zügig und ohne Hilfe.
Einen Tag, bevor der Kirchenbau fertig werden sollte, ging der Baumeister traurig über die Felder, denn den Namen kannte er immer noch nicht. Da kam er an einem Hügel vorbei und hörte aus der Erde ein kleines Kind weinen. Er verharrte, horchte und vernahm, wie die Mutter das Kind zurechtwies. Schweigen solle es. Am Abend würde sein Vater Sipp kommen und einen Christen mitbringen. Der Baumeister eilte sofort, wie er dies vernommen hatte, zur Kirche, wo der Kobold gerade den letzten Stein in die Mauer einfügen wollte und rief ihm seelenvergnügt von weitem zu: „Guten Morgen, Sipp!“ Der Kobold geriet sogleich ins Rasen, schmiss den Stein zur Seite und fuhr hinfort.
Das Loch, das durch den fehlenden Stein in der Kirchenmauer verblieben war, ließ sich nachträglich nicht mehr schließen. Ein Maurer, der es einmal versuchte, wurde sogleich krank. Da setzte man anstelle eines Steines ein Fenster ein. Dies ließ der Kobold zu.
Die Sage erinnert offensichtlich an das Märchen von Rumpelstilzchen. Eine weitere Parallele besteht zu der Sage um die „Finn“-Skulptur in der Krypta des Domes zu Lund. Sie handelt von der Versteinerung eines Riesen, mit dem St. Laurentius einen Pakt eingegangen war. Der Riese Finn erbaute den Dom, während Laurentius seinen Namen erraten sollte. Sonst würde der Riese ein Auge von ihm fordern. Eine Riesenfrau sang ihrem Kind vor, dass sein Vater Finn ihm die Augen des Heiligen bringen würde. Nachdem er den Riesen beim Namen rief, umfasste dieser erbost eine Säule der Krypta und wurde beim Versuch, den Dom einzureißen, versteinert.